# Mare di Bering (romanzo)
Mare di Bering è un romanzo ucronico del 2003 dello scrittore italiano Tullio Avoledo, il secondo romanzo da lui pubblicato. 

## Trama
Per un attimo ho provato la sensazione di muovermi nel cratere aperto dall'impatto di un gigantesco meteorite. 
Uno di quelli che estinguono i dinosauri, o affondano Atlantide. Poi invece, per via del traffico e dei feroci colpi di clacson dietro la mia auto lentissima, ho pensato a un anfiteatro, tipo quello del film Il gladiatore.»
(Tullio Avoledo, Incipit del Mare di Bering, 2003)
Il protagonista del libro si chiama Mika, ha 25 anni, tira a campare vendendo tesi di laurea e litigando con la fidanzata e con un padre che fu un moderato ribelle ed oggi è un bancario ipocondriaco.
La sua routine viene sconvolta quando un magnate del Nord-Est vuole a tutti i costi procurare una laurea "ad honorem" alla giovane amante.
Tutta la vicenda è ambientata in uno strano futuro prossimo ma non troppo, un mondo simile al nostro ma diverso dal nostro, un'Unione europea che sembra il risultato finale delle peggiori ipotesi secessioniste dove il paese leader dell'Europa è l'Ucraina, una società dominata da donne leader, e dove si ristampa con notevole successo editoriale l'opera omnia di Joseph Goebbels, mentre un sottomarino russo è affondato nel mare di Bering e nessuno sa come salvarne lo sfortunato equipaggio.

## Edizioni
- Tullio Avoledo, Mare di Bering, collana Questo e altri mondi, Sironi Editore, 2003,  p. 450, EAN 9788851800260.
- Tullio Avoledo, Mare di Bering, collana Einaudi tascabili, Giulio Einaudi Editore, 2007,  p. 402, EAN 9788806189082.